# 海德縣 (南達科他州)
海德县（英語：Hyde County）是位於美國南達科他州中部的一個縣。面積2,244平方公里。根據美國2000年人口普查估計，共有人口1,671人。縣治海莫爾 (Highmore)。
成立於1871年1月13日，縣政府成立於1883年10月1日。縣名紀念達科他準州議員詹姆斯·海德。